# クムホタイヤ
クムホタイヤ株式会社（英: Kumho Tire、朝: 금호타이어）は、大韓民国のタイヤメーカーである。クムホタイヤ、マーシャルタイヤ（英: Marshal Tire）、ゼッタムタイヤ（英: Zetum Tire）のブランドを展開する。
1960年に大韓民国で設立され（クムホは「錦湖」の朝鮮語読み）、韓国内ではハンコックタイヤとネクセンタイヤとシェア争いを繰り広げるタイヤメーカーであったが、錦湖アシアナグループの業績悪化の影響を受け2009年にワークアウト（事業再生法）を申請。その後2018年より、中国の青島のタイヤメーカーである青島双星の傘下に入る事となった。

## 沿革
- 1960年 - 1946年に創業した光州タクシーを基盤[1]に、サムヤン・タイヤ工業として韓国・光州市で創業。
- 1963年 - 小型乗用車用タイヤを生産開始。米国ユニロイヤル社と技術提携。
- 1970年 - 関連会社として、韓国合成ゴム株式会社（現・錦湖石油化学株式会社）を設立。
- 1984年 - クムホ産業と合併し、株式会社クムホと社名変更。
- 1988年 - クムホグループが新規事業とし、アシアナ航空株式会社を設立。
- 1996年 - 社名をクムホタイヤ株式会社に社名変更。
- 1999年 - クムホ建設を傘下に組み入れ、社名をクムホ産業株式会社に社名変更。
- 2003年 - タイヤ部門がクムホ産業からスピンオフし、新たにクムホタイヤ株式会社を設立。
- 2009年 - 錦湖アシアナグループの経営破綻を受け、クムホタイヤも事業再生法申請。
  - 2009年12月30日、大宇建設の売却交渉決裂を受け錦湖アシアナグループはワークアウト（事業再生作業）を申請。それに伴いクムホタイヤもワークアウトを申請した[2]。
- 2013年 - 日本大手のタイヤメーカー、横浜ゴム（YOKOHAMAブランド）と技術提携の協議に入ることで基本合意したと発表。
- 2014年 - 廉価ブランドとなるマーシャルタイヤを創設[3]。
- 2018年 - 中華人民共和国のタイヤメーカー、青島双星（中国語版）の韓国子会社が、株式の45％を6463億ウォンで債権者の韓国産業銀行から買収することで合意[4]。激しい労使交渉の中で度重なるストライキに見舞われたが韓国政府の圧力で経営陣と労働組合も同意[5]。
  - 8月 - 横浜ゴムは、クムホタイヤとの間で締結していた技術提携を同年7月6日に解消したと発表した[6]。
- 2025年 - 光州工場第2工場が火災となり約8割が焼失。同工場の生産が停止した[7]。

## 日本国内での展開
クムホタイヤは「JIS」マークの刻印はないが、規格自体は取得済みで、他にも国際標準化機構（ISO）などの認定を取得している。世界的な自動車用品の工業規格であるアメリカのDOT規格やヨーロッパのETRTO規格をクリアしており、純正タイヤとして採用している自動車メーカーも近年では増えている。日本国内でも大手カー用品店・オートバックスが、プライベートブランド扱いでKUMHOブランドの専売タイヤを展開し販売を手がけている。また、地方のカー用品店でも販売を行っている。2011年、韓国メーカーとしては初となるラベリング制度を取得したエコタイヤを発表した。

## モータースポーツ

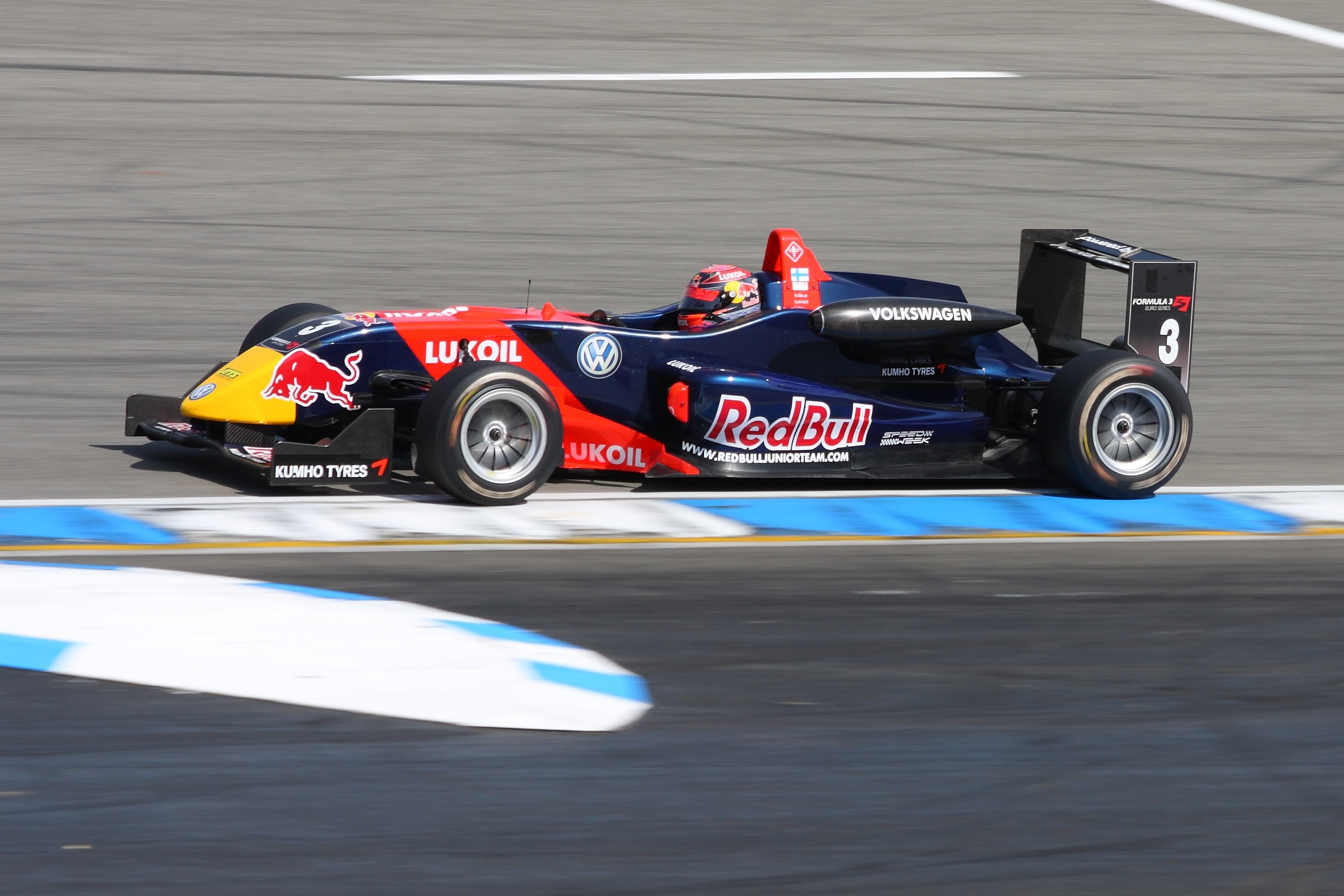
ユーロF3（2009年）

近年はモータースポーツへ熱心に取り組んでおり、ヨーロッパではマスターズF3（2002年～2016年）、ユーロF3シリーズ（2011年まで）、AUTO GP（～2015年）などに、日本では全日本GT選手権→SUPER GT（2009年まで）やスーパー耐久などのカテゴリにタイヤを供給していた。2014年より韓国のSUPERRACE CHAMPIONSHIPにタイヤ供給を開始した。また富士チャンピオンレースなどのアマチュアレースへの支援を行った。
2024年より全日本スーパーフォーミュラ・ライツ選手権にワンメイクタイヤを供給する。

### SUPER GT初優勝
TEAM TAKEUCHIは2006年の鈴鹿1000kmのGT300クラスにおいて、クムホタイヤを履いた車として、また韓国のタイヤメーカーとして初優勝を果たした。

### オーストラリアラリー選手権へのタイヤ供給
2010年、タスマニアで行われたオーストラリアラリー選手権のタイヤサプライヤー（150本程度）を務めたが、タイヤサイズによってコンパウンドが違っており、コントロールタイヤにもかかわらずイコールコンディションが保たれていないという前代未聞の事態となった。選手からの不満はもちろん、主催者からクムホに対して多くの疑問が投げかけられたが、わずかな回答しか得られていない。